# Norval White
Norval Crawford White (12 de junio de 1926 - 26 de diciembre de 2009) fue un arquitecto estadounidense, historiador y profesor. Diseñó edificios por todo Estados Unidos, pero es más conocido por sus publicaciones, principalmente por la AIA Guide to New York City elaborado junto al también historiador Elliot Willensky. White era reconocido como una de las grandes figuras de la arquitectura de Nueva York.

## Biografía
Nacido en 1926, sus padres eran el ciruano William Crawford White y la trabajadora social Caroline (Taylor) White. Se crio en el Upper East Side y asistió a la Escuela Allen-Stevenson y a la Academia Exeter. En 1958 contrajo matrimonio con Joyce L. Lee con la que tuvo cuatro hijos: William, Thomas, Gordon y Alastair.
Tras dos años de servicio activo en la Reserva Naval de los Estados Unidos durante la Segunda Guerra Mundial, White obtuvo un B.S. en el Instituto Tecnológico de Massachusetts en 1949. En 1954 asistió a la École des Beaux-Arts y obtuvo máster en Bellas Artes en la Universidad de Princeton en 1955.
White residió en el barrio de Brooklyn Heights antes de trasladarse a Connecticut a principio de la década de los 90. Posteriormente se retiró a Francia donde estableció su residencia en Roques con su segunda mujer, Camilla Crowe. hasta su fallecimiento el 26 de diciembre de 2009.

## Carrera
En 1962, con la noticia de la inminente demolición del histórica Estación Pensilvania de Nueva York, White y otros arquitectos, incluido Willensky, fundaron AGBANY (Action Group for Better Architecture in New York).
En 1967, White y Willensky propusieron al Instituto Americano de Arquitectos (AIA) elaborar una guía de la arquitectura de la ciudad de Nueva York. Como resultado se editó la AIA Guide to New York City (Guía AIA de la arquitectura de Nueva York), una primera edición de 464 páginas con la descripción de más de 2 600 edificios. La cuarta edición de esta guía fue publicada en 1999, por lo que no pudo contar la colaboración de Willensky que falleció en 1990.
Desde 1968 hasta 1973, White trabajó como asociado en el estudio Gruzen and Partners en el desarrollo de la Jefatura del Departamento de Policía de Nueva York.
White finalizó antes de su muerte la quinta edición de la Guía AIA, que fue publicada en 2010.
Como profesor, impartió clases de diseño e historia de la arquitectura, primero en la universidad Cooper Union y desde 1968 en la Escuela de Arquitectura y Estudios Ambientales de la Universidad de Nueva York, donde se fue nombrado como presidente fundador y donde continuó enseñando hasta su jubilación.

## Publicaciones
- AIA Guide to New York City con Elliot Willensky.
- The Architecture Book
- New York: A Physical History
- The Guide to the Architecture of Paris (en inglés)